# Plagiolepis deweti
Plagiolepis deweti är en myrart som beskrevs av Auguste-Henri Forel 1904. Plagiolepis deweti ingår i släktet Plagiolepis och familjen myror. Inga underarter finns listade i Catalogue of Life.